# Дитлевсен, Тове
Тове Ирма Маргит Дитлевсен (дат. Tove Irma Margit  Ditlevsen; 14 декабря 1917 — 7 марта 1976) — датская писательница и поэтесса.

## Биография
Родилась в Копенгагене в рабочей семье. Литературную деятельность начала как поэтесса, первые стихи написала в десять лет. Стихи первых сборников были наполнены раздумьями о судьбе женщины. Поэтессу интересует, прежде всего, мир женской души, женская участь. Повести «Обидели ребёнка» (1941) и «Ради ребёнка» (1946) носят во многом автобиографичный характер. В романе «Улица моего детства» (1943) изображена нелёгкая жизнь рабочей бедноты. Дитлевсен также получила известность как детская писательница и поэтесса. Была замужем четыре раза. Покончила с собой в 1976 году, приняв смертельную дозу снотворного.

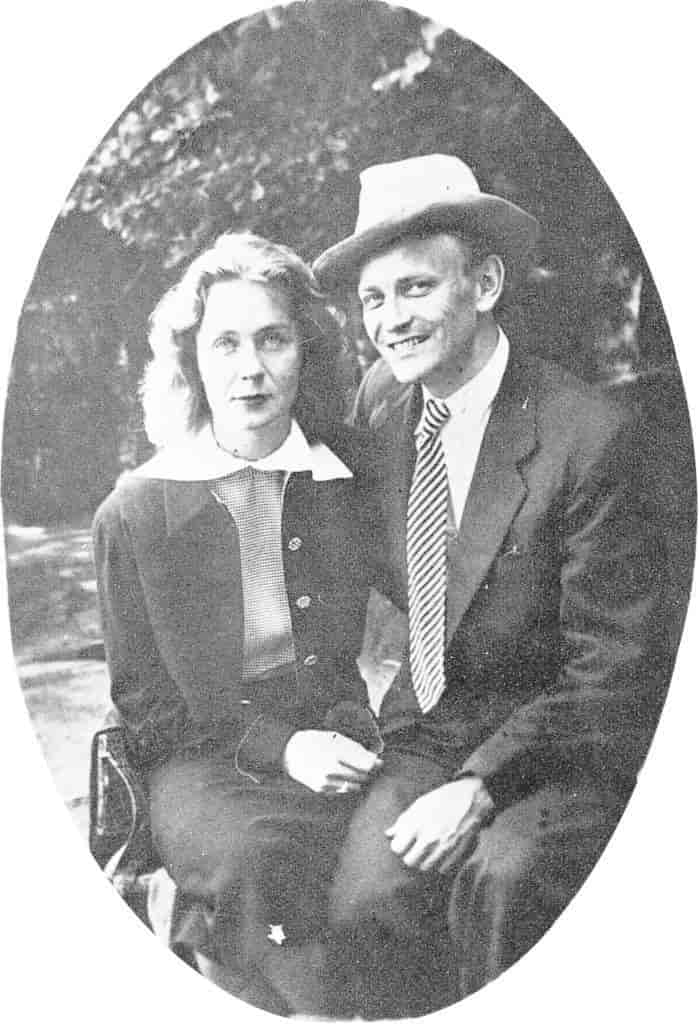
Молодожёны Тове Дитлевсена и Виктора Андреасена (1951).

## Сочинения
- Девичий нрав 1939.
- Обидели ребенка 1941
- Улица моего детства 1943
- Полная свобода 1944.
- Мерцающие фонари 1947.
- Судья 1948.
- Зонтик 1952.
- Женский нрав 1955.
- Аннелиз 13 лет 1958
- Двое любят друг друга 1960
- Потайное окно 1961
- Детство 1967
- Юность 1967
- Сборник «Взрослые» 1969.
- Зависимость (Gift) 1971
- Круглая комната 1973
- Маленькой девочке. Неизданное 1978.

### На русском языке
- Датская новелла XIX—XX веков. — Л., Художественная литература, 1967.
- Из современной датской поэзии: Сборник. Пер. с дат. Сост. Б. Ерхова; предисл. В. Топорова. — М.: Радуга, 1983. — С.101-134.
- Двое любят друг друга // Скандинавия. Литературная панорама. Вып. 2. — М.: Художественная литература, 1991. — С. 169-308.
- Детство. — М., No Kidding Press, 2020.
- Юность. — М., No Kidding Press, 2020
- Зависимость. — М., No Kidding Press, 2020.
- Лица. — М., No Kidding Press, 2021.
- Комната Вильхельма. — М., No Kidding Press, 2022.